# 泽莫纳克斯环形山
泽莫纳克斯环形山（Demonax）是月球正面南部极地区一座巨大的古撞击坑，约形成于39.2-38.5亿年前的酒海纪，其名称取自古希腊犬儒学派哲学家泽莫纳克斯(大约公元70年-公元170年)，1935年被国际天文学联合会批准接受。

## 描述

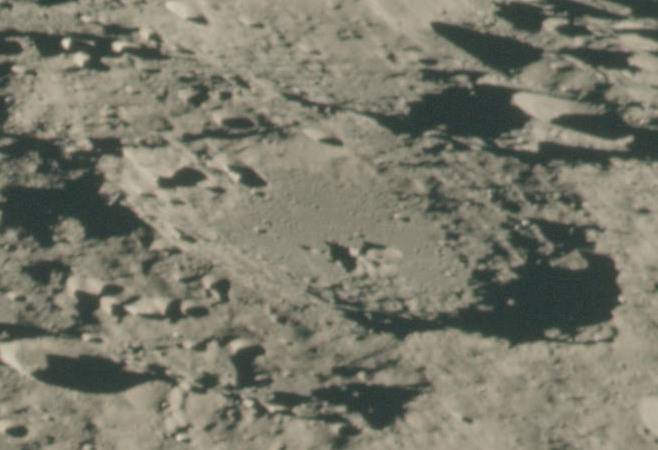
阿波罗15号拍摄的泽莫纳克斯环形山西南向斜视图

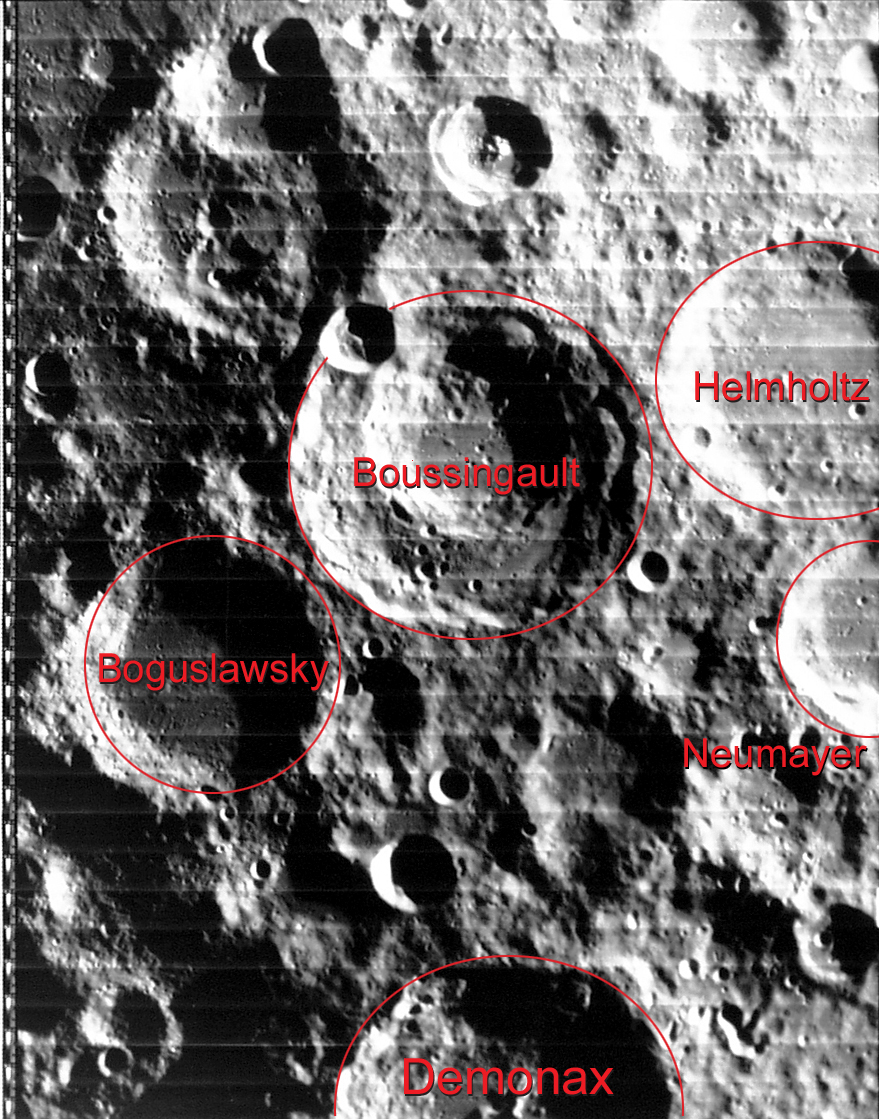
布森戈环形山的周边，泽莫纳克斯环形山位于图中底部，左上博古斯瓦夫斯基环形山、中上方为布森戈环形山、右侧分别为亥姆霍兹环形山(上)和诺伊迈尔环形山(下)，月球轨道器4号拍摄。

该陨坑西侧靠近顺拜贝格环形山、西北毗邻博古斯瓦夫斯基环形山、布森戈环形山位于它的北面、东北偏北及东北面分别坐落了诺伊迈尔环形山和黑尔环形山。泽莫纳克斯环形山的东侧矗立着甘斯文特环形山，东南偏南是二座较小的冯·拜耳陨石坑和斯韦德贝里陨石坑，而直径108公里的斯科特环形山则横亘在它的西南。该陨坑中心月面坐标为78°05′S 59°22′E / 78.09°S 59.36°E，直径121.93公里，深度2.914公里。
泽莫纳克斯环形山外观接近圆状，坑壁已磨损、侵蚀。环坑沿和内侧壁坐落了数座小陨坑，其中东南内壁上聚集了一群包括卫星坑"泽莫纳克斯 A"在内的撞击坑，该陨坑基本上坐落在它的坑底上。泽莫纳克斯环形山的内侧壁显示有阶地状残迹，尤其是西侧坡特别明显。环形山坑壁平均高出周边地形1600米，内部容积约15685.28公里3。坑底地表已被熔岩覆盖，除北部丘陵区外，表面相对平坦，坑底中心坐落了一群中央峰。
由于该陨坑所在位置靠近月球南极，只有少量斜照的阳光能抵达北侧内壁，因此，它的坑底和南侧内壁几乎一直处于阴影之中。另外，受透视影响，从地球上看，该陨坑的外观会产生变形。

## 卫星陨石坑
按惯例，最靠近泽莫纳克斯环形山的卫星坑将在月图上以字母标注在该坑的中心点旁。

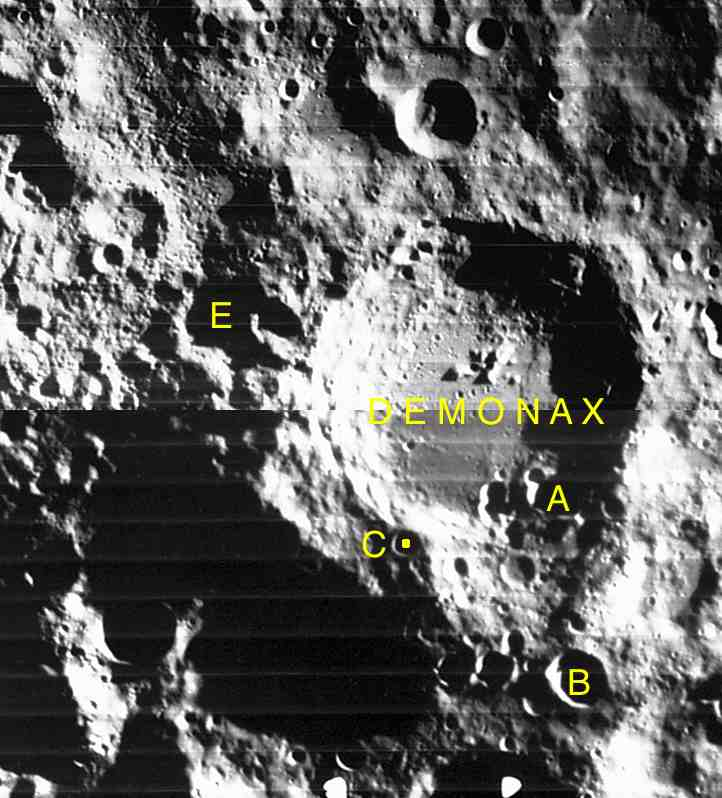
月球轨道器4号拍摄的 IV-070-H2 与 IV-058-H1 号组合图.

| 泽莫纳克斯 | 纬度     | 经度     | 直径      |
| ---------- | -------- | -------- | --------- |
| A          | 79.35° S | 65.86° E | 20.12公里 |
| B          | 81.47° S | 72.05° E | 23.17公里 |
| C          | 80.28° S | 56.29° E | 10.37公里 |
| E          | 78.24° S | 43.21° E | 33.75公里 |

## 另请参阅
- Andersson, L. E.; Whitaker, E. A. . NASA RP-1097. 1982.
- Blue, Jennifer. . USGS. July 25, 2007  [2007-08-05]. （原始内容存档于2012-04-08）.
- Bussey, B.; Spudis, P. . New York: Cambridge University Press. 2004. ISBN 978-0-521-81528-4.
- Cocks, Elijah E.; Cocks, Josiah C. . Tudor Publishers. 1995. ISBN 978-0-936389-27-1.
- McDowell, Jonathan. . Jonathan's Space Report. July 15, 2007  [2007-10-24]. （原始内容存档于2012-05-26）.
- Menzel, D. H.; Minnaert, M.; Levin, B.; Dollfus, A.; Bell, B. . Space Science Reviews. 1971, 12 (2): 136–186. Bibcode:1971SSRv...12..136M. doi:10.1007/BF00171763.
- Moore, Patrick. . Sterling Publishing Co. 2001. ISBN 978-0-304-35469-6.
- Price, Fred W. . Cambridge University Press. 1988. ISBN 978-0-521-33500-3.
- Rükl, Antonín. . Kalmbach Books. 1990. ISBN 978-0-913135-17-4.
- Webb, Rev. T. W.  6th revised. Dover. 1962. ISBN 978-0-486-20917-3.
- Whitaker, Ewen A. . Cambridge University Press. 1999. ISBN 978-0-521-62248-6.
- Wlasuk, Peter T. . Springer. 2000. ISBN 978-1-85233-193-1.